# Erika Wedekind
Erika Wedekind, voluit Frida Marianne Erica Wedekind zur Horst (Hannover, 13 november 1868 - Zürich, 10 oktober 1944), was een Duitse operazangeres. Ze stamde uit een kunstzinnige familie; haar broers waren de schrijvers Frank Wedekind en Donald Wedekind. In 1898 huwde Erika Wedekind de "Königlich Sachsischer Geheimen Regierungsrat" Walter Oschwald.

## Leven en werk

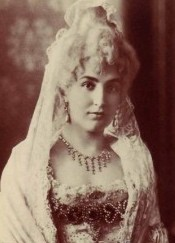
Erika Wedekind, ca. 1900.

Erika Wedekind groeide op op kasteel Lenzburg in de Zwitserse Aargau. Hoewel ze als meisje opviel door haar prachtige stem verbood haar vader haar om een serieuze zangopleiding te volgen. Pas na zijn dood in 1891 kon ze aan het conservatorium in Dresden bij de beroemde sopraan en zangpedagoge Aglaja Orgeni studeren.
In 1894 debuteerde Erika Wedekind als Frau Fluth in "Die lustigen Weiber von Windsor" van Otto Nicolai. Ze verkreeg een arrangement aan de Dresdner Hofoper, de huidige Semperoper. Daar was ze tot 1909 een gevierd coloratuursopraan, ze werd tot „Königlich Sächsische Kammersängerin“ benoemd.
Ze zong daar voor 1909 onder andere Mimi en Cio-Cio-San. Een van haar beste rollen was de titelrol in "Mignon". Ze trad op in festivals Mozart in Salzburg sinds 1901 (Blondhen in "De Entführung aus dem Serail", Zerlina in 'Don Giovanni'). Ze heeft getoerd in 1896-1897 in Moskou. Onder andere de rollen van Rosina en Violetta. In 1903 trad ze op in de Covent Garden.
Erika Wedekind zong hoofdrollen in de premières van Die Schönen von Fogaras van Alfred Grünfeld, en Hänsel und Gretel van Engelbert Humperdinck. Na 1909 maakte ze zich onafhankelijk van gezelschappen en trad ze op als soliste op liederenavonden en concerten. Met de inkomsten maakte ze het haar broers mogelijk om zich aan hun schrijverschap te wijden.
Erika Wedekind was een van de eerste Duitse coloratuursopranen. Voor haar carrière waren de belangrijke zangeressen in dit genre Frans of Italiaans. Erika Wedekind trad meer dan 1000 maal op Praag, Moskou, Sint-Petersburg, Boedapest, Stockholm, Parijs en Londen. In 1914 beëindigde ze de tournees en ging ze zangles geven. In 1930trok ze zich terug in Zwitserland waar ze niet meer optrad en ook geen les meer gaf.
Ze droeg sinds 3 maart 1915 de Orden für Kunst und Wissenschaft van Mecklenburg-Strelitz in Goud en droeg de eretitel "Kammersängerin". De Deense koning onderscheidde haar met de exclusieve medaille "Ingenio et Arti".

## Trivia
- Erika Wedekind was bevriend met de Zwitserse schrijfster en dichteres Sophie Haemmerli-Marti (1868-1942).[3]